# Harry Harvey (Politiker)

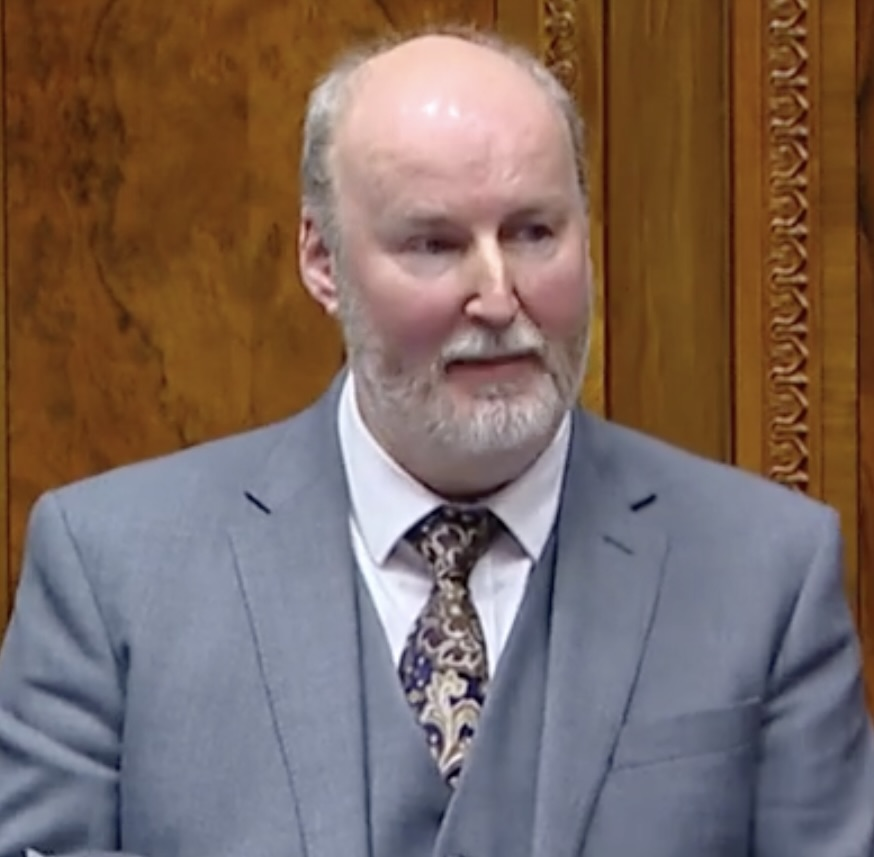
Harry Harvey

Harry Harvey ist ein nordirischer Politiker.

## Leben
Bei den Kommunalwahlen in Nordirland 2014 wurde Harvey für die Region Rowallane in den Bezirksrat von Newry und Mourne gewählt. 2019 wurde er wiedergewählt.
Seit 2019 ist er für den Wahlkreis Strangford Mitglied der Northern Ireland Assembly (MLA). Er war somit Nachfolger von Simon Hamilton. Er ist Sprecher der Democratic Unionist Party für kulturelle Entwicklung und Loyal Orders and Groups Engagement.